# Міхаловський потік
Міхаловський потік (словац. Michalovský potok) — річка в Словаччині, ліва притока Боци, протікає в окрузі Ліптовський Мікулаш.
Довжина приблизно 4.0-4.5 км. Витік знаходиться в масиві Низькі Татри (частина Дюмберські Татри) — схил гори Слемя — на висоті близько 1150 метрів. Протікає територією села Кральова Легота.
Впадає в Боцу на висоті приблизно 675-680 метрів.